# Inge Fischer Møller
Inge Fischer Møller, född Fischer Jespersen 29 december 1939 i Köpenhamn, död 6 juni 1984 i Ålborg (självmord), var en dansk socionom och socialdemokratisk politiker. Hon var folketingsledamot 1971-1982.
Inge Fischer Møller växte upp i ett arbetarhem. Fadern var spårvägsfunktionär och modern arbetade på fabrik. Efter folkskolan arbetade hon på fabrik, kontor och i affär. Hon utbildade sig sedan till socionom på Danmarks Sociale Højskole (1965-1968) och arbetade som sådan på Mødrehjælpen (1968-1970) och för fackföreningen Specialarbejderforbundet i Danmark (1968-1981). Hon var själv fackligt engagerad som representant för Dansk Socialrådgiverforening (1971-1972) och var redaktör för insändarsidan på Fagbladet (1968-1980) respektive Nyt Ude og Hjemme (1979-1980).
Hon blev invald i Karlebos kommunfullmäktige för Socialdemokratiet 1970, där hon bl.a. var ordförande av socialnämnden och børneværnet. Hon uppgav sitt mandat 1972 efter att hon blev invald i Folketinget 1971. Tillsammans med andra nyvalda socialdemokratiska ledamöter som Ritt Bjerregaard och Svend Auken bildade hon Kaffeklubben, som markerade sig som något mer vänsterorienterad än den officiella partipolitiken. Hon var ordförande av socialutskottet (1978-1982), ledamot i partiets jämställdhetskommitté (1971-1973) och partiets organisatoriska vice ordförande (1980-1983). Hon var även vice ordförande av Arbejdernes Oplysningsforbund (1980-1983) och styrelseledamot i Danmarks naturskyddsförening (1975-1979). Hon var, utöver sociala frågor, även engagerad i jämställdhetsfrågor. Tillsammans med andra socialdemokratiska kvinnor bildade hon Aktionsgruppen for frihed, lighed og solidaritet mellem kønnene 1974, som ämnade få fler kvinnor att engagera sig politiskt.
Efter en längre tids sjukdom begick hon självmord genom att hoppa från ett fönster på sjätte våningen på Hotel Hvide Hus i Ålborg.